# Flubber - Un professore fra le nuvole
Flubber - Un professore fra le nuvole (Flubber) è un film commedia fantascientifica americano del 1997 prodotto dalla Great Oaks insieme alla Walt Disney Pictures e diretto da Les Mayfield. È il remake del film del 1961 Un professore fra le nuvole, a sua volta tratto dal racconto A Situation of Gravity di Samuel W. Taylor. Il film ha incassato 187 milioni di dollari in tutto il mondo e ha ricevuto recensioni negative dalla critica.

## Trama
Il professor Philip Brainard, del Medfield College, è uno scienziato pazzo che sta sviluppando una nuova fonte di energia per raccogliere abbastanza soldi e salvare il college dalla chiusura. La sua preoccupazione per la sua ricerca lo distrae dalla sua fidanzata, Sara Jean Reynolds, che è la preside del college; per questo si è già dimenticato due volte del loro matrimonio, con grande rabbia di Sara. Così Brainard viene avvicinato dal suo ex compagno di studi Wilson Croft, che ha rubato tutte le sue invenzioni e ora intende conquistare Sara approfittando della situazione tesa tra i due. Brainard prende questa dichiarazione come uno scherzo.
Prima che possa arrivare al matrimonio, Brainard tenta un esperimento nel laboratorio chimico in casa sua, dimenticandosi per la terza volta il matrimonio con Sara. Inoltre Weebo, la robot assistente di Brainard, gelosa di Sara, cancella apposta l'impegno dalla sua agenda. Lo strambo procedimento per completare la formula, che si conclude in una comica esplosione, produce una sostanza verde senziente con enormi quantità di elasticità ed energia cinetica, che aumenta la sua velocità mentre rimbalza e si rivela difficile da controllare, seminando il caos nel quartiere prima che il professore riesca finalmente a catturarlo. Weebo classifica la sostanza come un "fluido ribelle", portando Brainard a battezzarlo "Flubber". Brainard continua a lavorare fino al mattino presto, cercando di stabilizzare il movimento del Flubber, e si rende conto di avere dimenticato il matrimonio. Va nell'ufficio di Sara e tenta senza successo di spiegarle la situazione, dopodiché diventa determinato a dimostrare il valore del Flubber e riconquistarla. Sara, offesa per ieri, non lo ascolta e inizia una relazione con Wilson, con molta soddisfazione di quest'ultimo.
Intanto, lo sponsor del Medfield College Chester Hoenicker (visto per la prima volta in un articolo di giornale come colui che minaccia di chiudere il college) è deluso dal fatto che Brainard abbia bocciato suo figlio Bennett in chimica. Quella notte, Hoenicker manda le sue guardie di sicurezza Smith e Wesson a casa di Brainard nel tentativo di ricattarlo. Tuttavia, quest'ultimo è troppo impegnato a sperimentare per notarli e inconsapevolmente li stordisce con una palla da golf e una palla da bowling ricoperte della soluzione rimbalzina di Flubber. Più avanti Brainard riuscirà anche a fare volare la sua automobile caricando la formula di Flubber nel vano motore. Durante il suo primo volo con l'auto Philip passa davanti alla casa di Sara la quale si sta piacevolmente intrattenendo con Wilson, che le propone una scommessa: se la squadra di basket del Medfield College perderà la partita in programma la sera dopo, Sara verrà con lui in montagna per un romantico weekend.
In seguito, Weebo tenta di confessare il suo amore per Brainard, solo per essere scrollata di dosso come un computer. In risposta, crea segretamente un ologramma umano di se stessa nella speranza di conquistarlo. Prima che Weebo possa baciare Brainard in questa forma mentre dorme, il professore si sveglia con un'altra idea per Flubber. Entra nel campo da basket vuoto e testa gli effetti di Flubber su una palla da basket e sulle sue scarpe. Subito prima della partita, aiuta in segreto l'inesperta squadra di basket del Medfield con scarpe imbottite di Flubber per vincere la partita e dare scacco a Wilson. Intanto a casa di Brainard, cercando di divertirsi un po', Weebo libera Flubber dal suo contenitore. 
Dopo la scatenata partita, che vede la squadra scolastica del college vincente, Brainard svela a Sara il segreto, ma ciò non la colpisce. Il professore, distrutto, torna a casa e si confida con Weebo dicendole che lui ha "la testa fra le nuvole" solo perché è innamorato di Sara. Weebo, sentendosi in colpa per non avergli ricordato il suo matrimonio, registra tutto il discorso e mostra il filmato a Sara. Colpita dalle sue parole, riprende la relazione con Brainard. Quest'ultimo dimostra le capacità di Flubber a Sara e discutono su come può essere utilizzato a scopo di lucro. Tuttavia, Hoenicker scopre l'esistenza di Flubber e, dopo aver fallito nel convincere Brainard e Sara a venderglielo, convoca Smith e Wesson per fare irruzione nella casa di Brainard per rubare Flubber. Weebo tenta di respingere gli scagnozzi, solo per essere distrutta da Wesson con una mazza da baseball. Brainard e Sara, tornati a casa, trovano Weber (il robot domestico di Brainard) che pulisce, Flubber rubato e Weebo che prima di spegnersi per sempre mostra loro il nome di un file: "stork". I due scoprono un messaggio sul computer del professore da parte di Weebo che lo informa di avere progettato la loro "figlia": un nuovo robot somigliante chiamato "Weebette". 
Dopo, Brainard e Sara affrontano Hoenicker e tentano di salvare Flubber, con il pretesto di accettare l'offerta di Hoenicker, e scoprono che Wilson è alleato del milionario che voleva venderlo per trarne profitto. Brainard e Sara scatenano Flubber (che ha la particolarità di impazzire se colpito con forti flash di luce) e usano il liquido sperimentato sulla squadra di basket per sconfiggere Wilson, Bennett Hoenicker, Chester e i suoi scagnozzi con una folle lotta a colpi di rimbalzi. Dopo aver recuperato Flubber, raccolgono abbastanza soldi per salvare il college e finalmente hanno un matrimonio di successo. Il film si conclude con Brainard e Sara che vanno in viaggio di nozze a volo con la macchina volante insieme a Flubber e Weebette.

## Produzione
Le riprese del film si sono svolte dall'8 ottobre 1996 al 4 febbraio 1997.

## Accoglienza

### Critica
Il film venne accolto negativamente dalla critica.
Su Rotten Tomatoes detiene un 24% di gradimento basato su 34 recensioni, con un voto medio di 5,3/10. Il consenso critico recita: "Con la sua attenzione iperattiva sugli effetti speciali e la noiosa farsa, Flubber dilapida l'immenso talento del suo cast e della troupe".
Su Metacritic ha un punteggio di 37/100 (recensioni generalmente sfavorevoli) basato su 19 recensioni.

### Botteghino
Flubber fu un successo finanziario relativamente modesto.
Ha guadagnato $ 93 milioni negli Stati Uniti e $ 85 milioni in altri Paesi per un totale di $ 178 milioni a fronte di un budget di $ 80 milioni.
Flubber è stato rilasciato per la prima volta su VHS e Laserdisc il 21 aprile 1998. Il DVD è stato pubblicato il 16 giugno 1998, con il trailer cinematografico originale del film come bonus.

## Edizione italiana
La direzione del doppiaggio e i dialoghi italiani sono a cura di Carlo Valli, con l'assistenza di Maria Fiore, per conto della Cast Doppiaggio Srl. La sonorizzazione, invece, venne effettuata dalla SEFIT-CDC di Via Margutta.

## Riconoscimenti
- 1998 - Blockbuster Entertainment Awards
  - Miglior attore/attrice in un film per la famiglia a Robin Williams
- 1998 - Bogey Awards
  - Bogey Award
- 1998 - BMI Film & TV Award
  - Miglior colonna sonora a Danny Elfman
- 1998 - Nickelodeon Kids' Choice Awards
  - Candidatura Miglior attore protagonista a Robin Williams
- 1997 - Stinkers Bad Movie Awards
  - Candidatura Peggior sceneggiatura di un film che ha incassato più di 100 milioni di dollari a John Hughes